# Mohrenkopf

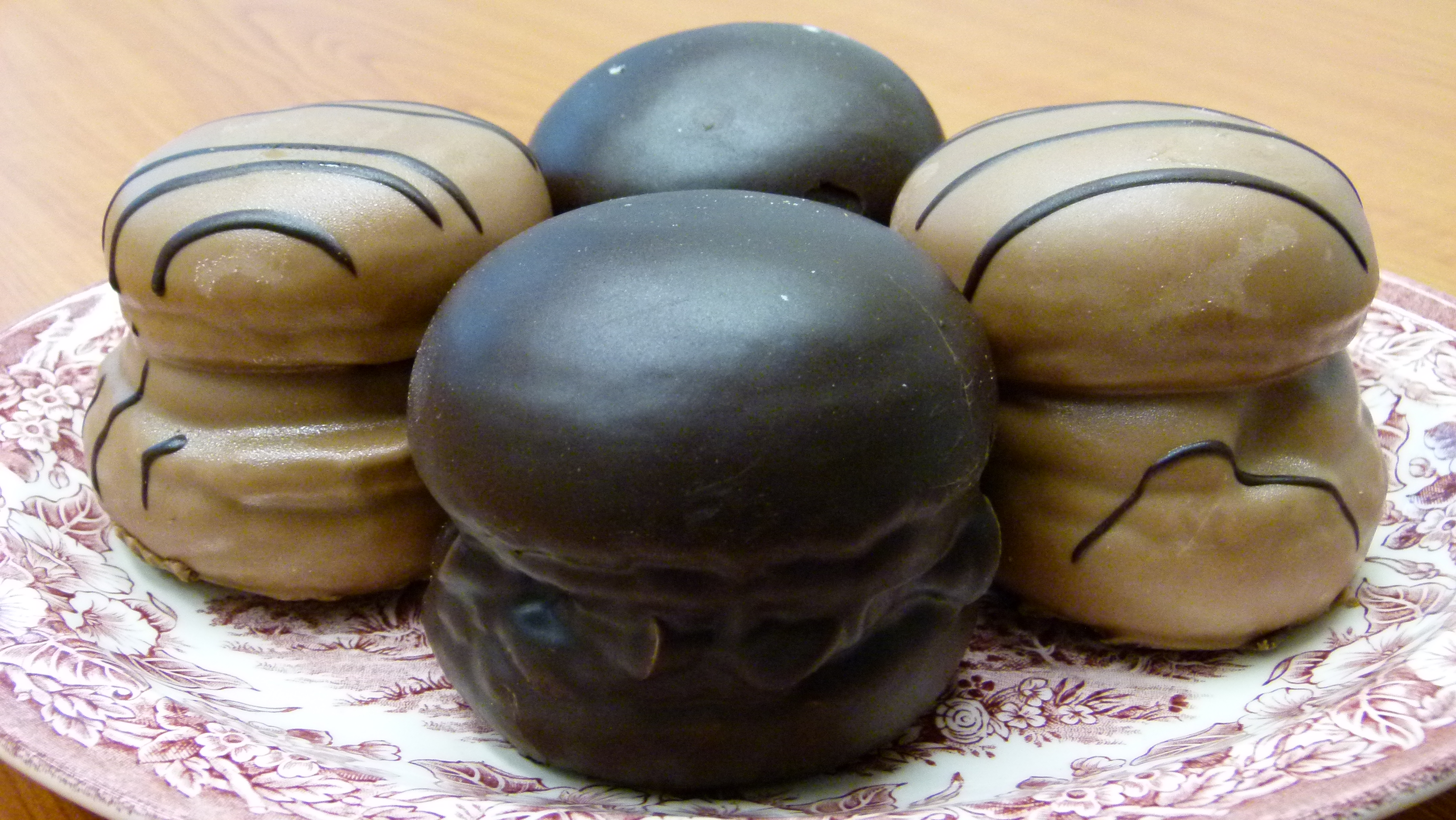
Mohrköpfe met custard en nougat

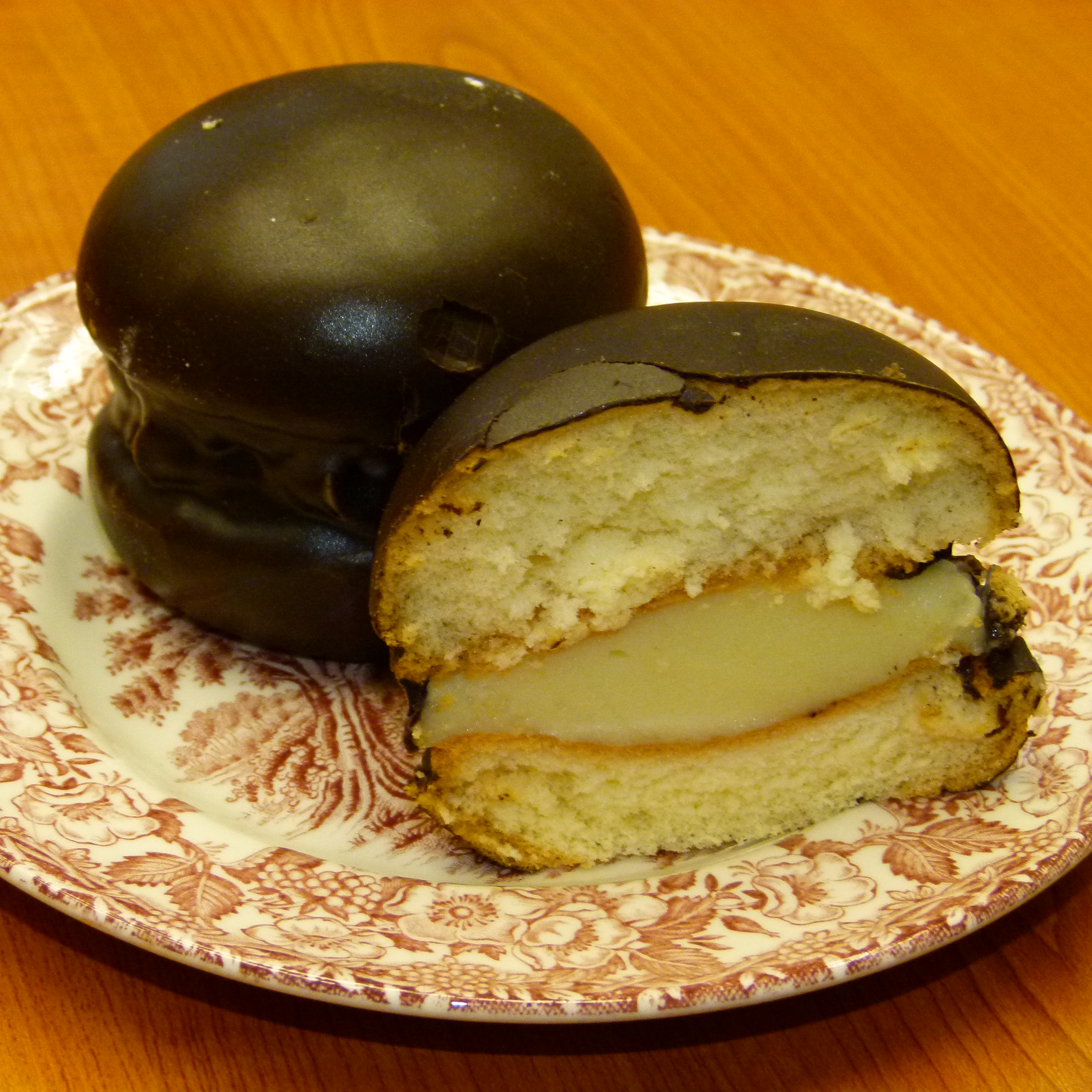
Mohrenkopf gevuld met banketbakkersroom.

Een Mohrenkopf is een Duits bolvormig gebak van biscuit met een laag banketbakkersroom en omhuld door een chocoladelaag.
De benaming (morenkop, hoofd van een moor) is een vertaling van het Franse Tête de Nègre, en in 1892 in Leipzig voor het eerst gebruikt. Het is een gebakje van Othello-massa (cake) gevuld met chocolade of chocolade bedekt.

## Geschiedenis

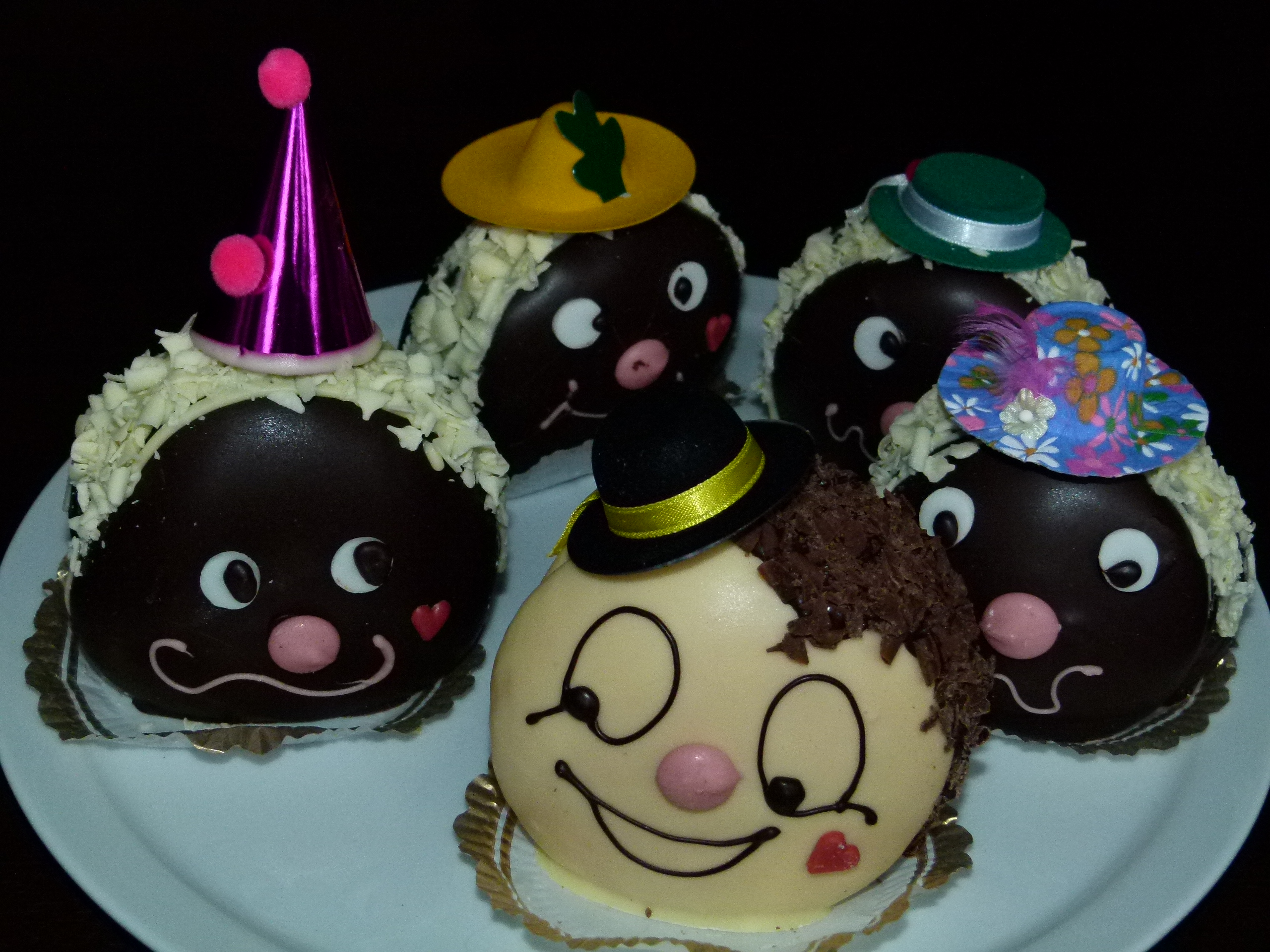
CarnavalsMohrköpfe

De Mohrenkopf in deze vorm is een uitvinding van een bakker in Leipzig aan het einde van de 19e eeuw. Eeuw. Het sinds 1878 in Leipzig uitgebrachte Universal-Lexikon der Kochkunst, beschreef de  Mohrenkopf en noemde deze ook wel Indianer-Krapfen. Hiervoor werd suiker geslagen met eidooiers tot een dik schuim en het eiwit tot een stevige mousse, waarbij tarwe of aardappelmeel aan de mix wordt toegevoegd. Kleine ronde bolletjes van deze massa werden snel gebakken op papier, met twee samengevoegd met jam ertussen en in een chocoladeglazuur gedompeld.
In 1899 legde Adolf Cnyrim in zijn boek Das Bäckergewerbe der Neuzeit, zijn recept vast. Het deeg bestaat uit een biscuitdeeg, ook Mohrenkopf of Othello-massa genoemd. Het bestaat uit suiker, eierdooiers, bloem en eiwitten. De massa wordt halfkogelvormig op een ingevette en bebloemde plaat of in speciaal Mohrenkopfblik gezet, en vervolgens gebakken.
Volgens sommige bronnen is de verwijzing van een Mohrenkopf afgeleid van van St. Mauritius. Deze donkergetinte christelijke missionaris in Noord-Afrika werd in de derde eeuw na Christus gedood, omdat hij weigerde om Noord-Afrikaanse Christenen te doden, toen hij zelf de leider was van de Thebaanse Legioenen van Rome. Als gevolg daarvan werd hij vanaf de middeleeuwen vereerd als een bijzondere strijder voor het christendom. Ter herinnering aan hem zijn veel apotheken, kerken en ook gebak naar hem vernoemd, zoals ook de Mohrenkopf.

## Varianten
In Oostenrijk, in het zuidelijke deel van de deelstaat Baden-Württemberg en in Zwitserland wordt als een Mohrenkopf een biscuitgebak verkocht in de vorm van een driekwartbol, met slagroom of Custardpudding gevuld en bedekt met chocolade.
In Duitsland is de Mohrenkopf meestal gevuld met vanillepudding of ook vanille- of nougatcrème, en soms met slagroom en bedekt met chocolade. Er zijn ook varianten op de markt, die zijn bekleed met kleurrijke glazuur. In carnavalstijd zijn de Mohrenköpfe kleurrijk gedecoreerd. In Oostenrijk was de naam voor dergelijk gebak "Negerkopf". In de jaren 1980 en '90 is deze naam in onbruik geraakt.